# .sk
.sk je vrhovna internetska domena (country code top-level domain - ccTLD) za Slovačku. Domenom upravlja SK-NIC.

## Vanjske poveznice
- IANA .sk whois informacija  Arhivirana inačica izvorne stranice od 5. srpnja 2008. (Wayback Machine)